# Ipochira albomaculipennis
Ipochira albomaculipennis är en skalbaggsart som beskrevs av Stefan von Breuning 1966. Ipochira albomaculipennis ingår i släktet Ipochira och familjen långhorningar.
Artens utbredningsområde är Filippinerna. Inga underarter finns listade i Catalogue of Life.